# Ralf Huwendiek
Ralf Huwendiek (* 24. Juni 1948 in Eschwege; † 11. Februar 2004 in Nürnberg) war ein deutscher Rundfunkautor, Kabarettist und Liedermacher.

## Leben
Huwendiek wuchs in Bielefeld und Düsseldorf auf. Ab 1966 lebte er in Nürnberg. Er studierte an der Friedrich-Alexander-Universität Erlangen-Nürnberg und in Aachen unter anderem Philosophie und Vergleichende Sprachwissenschaft.
1980 organisierte er zusammen mit Oliver Bolten in Aachen das Bundestreffen der AG Song (16. bis 18. Mai 1980). In Nürnberg fing er bei Bayern 2 an, zunächst in der Sendung „Zündfunk“. Es folgten Produktionen von Sendungen mit junger Literatur, beispielsweise Pop Sunday, Feuilleton und Hörfunkexperimente wie „Mit dem Mikrofon durch die Wand“ (1989). Ab 1991 war er Autor und Produzent des BR-Kulturmagazins „Abenteuer des Alltags – Magazin der Kultur und der Launen“. Nebenbei arbeitete er als literarischer Kabarettist und als Kolumnist der Nürnberger Ausgabe der Abendzeitung.
Von 1986 bis 1995 betrieb er in Fürth zusammen mit seiner Lebensgefährtin Bettina Brendel und Achim Schnurrer die Galerie T 17 (in der Theaterstraße 17). Schnurrer unterstützte ihn auch bei der Produktion der CD-Serie Abenteuer des Alltags, die 2002 bei Eins A Medien erschien. Ebenso unterstützte ihn bei dieser Produktion mit der 2000 auf dem Erlanger Poetenfest gegründeten Gruppe Feinton, die ihn zuletzt auch regelmäßig bei zahlreichen Auftritten begleitete.
Huwendiek verstarb im Alter von 55 Jahren nach einem Herzinfarkt.

## Veröffentlichungen
Bücher
- 1977: Die Pilzmaschine : Geschichten + Bilder. (zusammen mit Reinhard Knodt) Igel Verlag, Nürnberg.
- 2002: Witzeausschneider, Gurkenfuchtler. Eine Typologie in 42 Geschichten. Jungkunz, Fürth. ISBN 3-98048-049-6
- 2004: Abenteuer des Alltags : Geschichten vom Sinn und Blödsinn des Lebens. (Hrsg. Petra Nacke) Ars vivendi, Cadolzburg. ISBN 3-89716-522-8

Textbeiträge
- 2003: zu Ottmar Hörl: Das grosse Hasenstück. The Great Piece of Hares. Häusser, Darmstadt. ISBN 3-89552-094-2

Tonträger
- 1998: Abenteuer des Alltags (Knopf)[5]
- 2002: Abenteuer des Alltags : 1. Komische Gegend (mehrteiliges Werk; Eins A Medien)
- 2002: Witzeausschneider, Gurkenfuchtler. Eine Typologie in 42 Geschichten. (Jungkunz)

## Auszeichnungen (Auswahl)
- 1998: Preis der Literaturstiftung der IHK Mittelfranken
- 2000: Kulturförderpreis des Bezirks Mittelfranken
- 2001: Preis der Stadt Nürnberg